# Cneoranidea flammea
Cneoranidea flammea es un coleóptero de la familia Chrysomelidae.
Fue descrita científicamente en 1993 por Yang.